# Denier (unidad)
Unidad de medida del Sistema Inglés de la densidad lineal de masa de fibras. Se define como la masa en gramos por cada 9,000 metros de fibra.
Se distingue entre denier de filamento y denier total. Ambos se definen como lo dicho en el párrafo anterior, pero el primero (conocido como Denier Por Filamento o D.P.F.), se refiere únicamente a un filamento de la fibra, mientras que el otro se refiere a una aglomeración de filamentos.
La siguiente relación se aplica a los filamentos unitarios:
- D.P.F. = Denier Total / Cantidad de Filamentos Uniformes

El sistema denier de medición se usa para fibras de uno y dos filamentos. Algunos cálculos comunes son los siguientes:
1 denier = 1 gramo por 9,000 metros,
1 denier = 0.05 gramos por 450 metros (1/20 del anterior)
- Una fibra generalmente se considera como microfibra si es de 1 denier o menos.
- Una fibra poliéster de 1 denier tiene un diámetro de alrededor de 10 micrómetros.
- El denier se usa como medida de densidad para medias, lo cual define su opacidad.